# Freudenthal (Borken)
Freudenthal ist ein Stadtteil von Borken im nordhessischen Schwalm-Eder-Kreis. 

## Geschichte

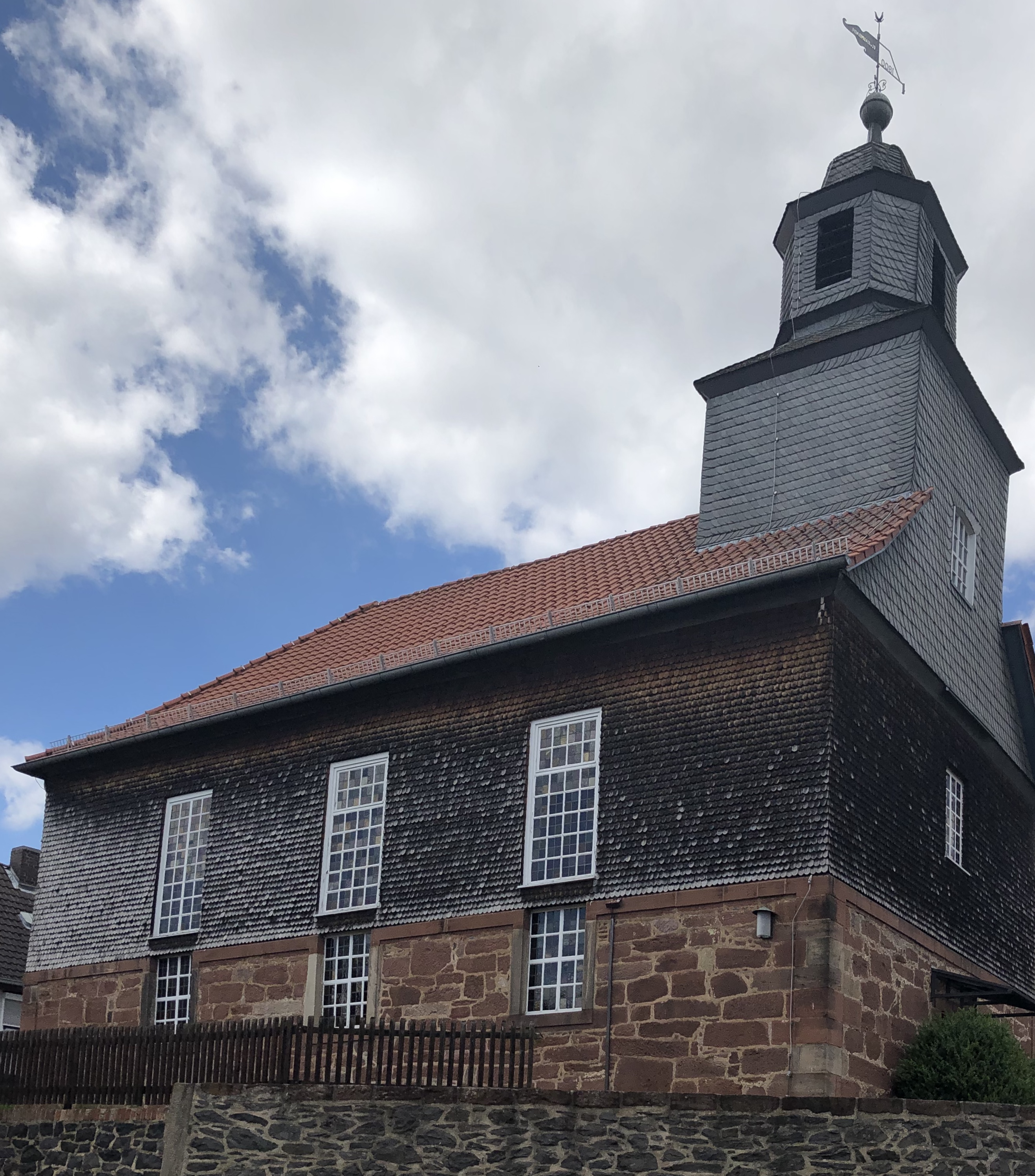
Evangelische Kirche Freudenthal

Seine älteste bekannte urkundliche Erwähnung war im Jahre 1221 als „Vrowechendal“ in einer Urkunde des Klosters Spieskappel. Die Gemarkung Freudenthal hat eine Größe von ca. 293 Hektar.
Im Zuge der Gebietsreform in Hessen wurde die bis dahin selbständige Gemeinde Freudenthal zum 1. Dezember 1971 mit sieben weiteren Gemeinden auf freiwilliger Basis in die Stadt Borken (Bezirk Kassel) eingegliedert. Für alle durch die Gebietsreform eingegliederten Stadtteile wurde Ortsbezirke mit Ortsbeirat und Ortsvorsteher eingerichtet.

## Bevölkerung
Einwohnerstruktur 2011
Nach den Erhebungen des Zensus 2011 lebten am Stichtag, dem 9. Mai 2011, in Freudenthal 375 Einwohner. Darunter waren 6 (1,6 %) Ausländer.
Nach dem Lebensalter waren 72 Einwohner unter 18 Jahren, 162 zwischen 18 und 49, 69 zwischen 50 und 64 und 69 Einwohner waren älter. Die Einwohner lebten in 153 Haushalten. Davon waren 42 Singlehaushalte, 30 Paare ohne Kinder und 57 Paare mit Kindern, sowie 21 Alleinerziehende und 3 Wohngemeinschaften. In 30 Haushalten lebten ausschließlich Senioren und in 99 Haushaltungen lebten keine Senioren.
Einwohnerentwicklung
| Quelle: Historisches Ortslexikon |                |
| • 1575/85:                       | 35 Hausgesesse |
| • 1742/47:                       | 37 Hausgesesse |

| Freudenthal: Einwohnerzahlen von 1773 bis 2020 | Freudenthal: Einwohnerzahlen von 1773 bis 2020 | Freudenthal: Einwohnerzahlen von 1773 bis 2020 | Freudenthal: Einwohnerzahlen von 1773 bis 2020 | Freudenthal: Einwohnerzahlen von 1773 bis 2020 |
| --- | ---------------------------------------------- | ---------------------------------------------- | ---------------------------------------------- | ---------------------------------------------- |
| Jahr |                                                |                                                |                                                | Einwohner                                      |
| 1773 | 1773                                           |                                                | 199                                            | 199                                            |
| 1800 | 1800                                           |                                                | ?                                              | ?                                              |
| 1834 | 1834                                           |                                                | 288                                            | 288                                            |
| 1840 | 1840                                           |                                                | 332                                            | 332                                            |
| 1846 | 1846                                           |                                                | 348                                            | 348                                            |
| 1852 | 1852                                           |                                                | 321                                            | 321                                            |
| 1858 | 1858                                           |                                                | 309                                            | 309                                            |
| 1864 | 1864                                           |                                                | 307                                            | 307                                            |
| 1871 | 1871                                           |                                                | 314                                            | 314                                            |
| 1875 | 1875                                           |                                                | 317                                            | 317                                            |
| 1885 | 1885                                           |                                                | 292                                            | 292                                            |
| 1895 | 1895                                           |                                                | 298                                            | 298                                            |
| 1905 | 1905                                           |                                                | 333                                            | 333                                            |
| 1910 | 1910                                           |                                                | 281                                            | 281                                            |
| 1925 | 1925                                           |                                                | 326                                            | 326                                            |
| 1939 | 1939                                           |                                                | 372                                            | 372                                            |
| 1946 | 1946                                           |                                                | 522                                            | 522                                            |
| 1950 | 1950                                           |                                                | 528                                            | 528                                            |
| 1956 | 1956                                           |                                                | 450                                            | 450                                            |
| 1961 | 1961                                           |                                                | 412                                            | 412                                            |
| 1967 | 1967                                           |                                                | 412                                            | 412                                            |
| 1970 | 1970                                           |                                                | 523                                            | 523                                            |
| 1980 | 1980                                           |                                                | ?                                              | ?                                              |
| 1990 | 1990                                           |                                                | ?                                              | ?                                              |
| 2000 | 2000                                           |                                                | ?                                              | ?                                              |
| 2011 | 2011                                           |                                                | 375                                            | 375                                            |
| 2020 | 2020                                           |                                                | 369                                            | 369                                            |
| Datenquelle: Historisches Gemeindeverzeichnis für Hessen: Die Bevölkerung der Gemeinden 1834 bis 1967. Wiesbaden: Hessisches Statistisches Landesamt, 1968. Weitere Quellen: LAGIS; Stadt Borken (Hessen), Zensus 2011 |                                                |                                                |                                                |                                                |

Historische Religionszugehörigkeit
| Quelle: Historisches Ortslexikon |                                                                                             |
| • 1835:                          | 304 evangelisch-reformierte, fünf katholische, sieben jüdische Einwohner                    |
| • 1885:                          | 265 evangelische (= 90,75 %), ein katholischer (= 0,34 %), 26 jüdische (= 8,90 %) Einwohner |
| • 1961:                          | 377 evangelische (= 91,50 %), 35 katholische (= 8,50 %) Einwohner                           |

Historische Erwerbstätigkeit
| • 1961 | Erwerbspersonen: 107 Land- und Forstwirtschaft, 88 Produzierendes Gewerbe, 12 Handel und Verkehr, 15 Dienstleistungen und Sonstiges |

## Politik
Für Freudenthal besteht ein Ortsbezirk (Gebiete der ehemaligen Gemeinde Freudenthal) mit Ortsbeirat und Ortsvorsteher nach der Hessischen Gemeindeordnung. Der Ortsbeirat besteht aus sieben Mitgliedern.
Bei den Kommunalwahlen in Hessen 2021 betrug die Wahlbeteiligung zum Ortsbeirat Freudenthal 65,00 %. Alle Kandidaten gehörten der „Einheitsliste Freudenthal“ an. Der Ortsbeirat wählte Timo Göbert zum Ortsvorsteher.

## Sehenswürdigkeit
Die 1800 erbaute Evangelische Kirche.